# Nazionale di bob della Norvegia
La nazionale di bob della Norvegia è la selezione che rappresenta la Norvegia nelle competizioni internazionali di bob.
La squadra ha preso parte a sei edizioni dei giochi olimpici invernali.

## Storia

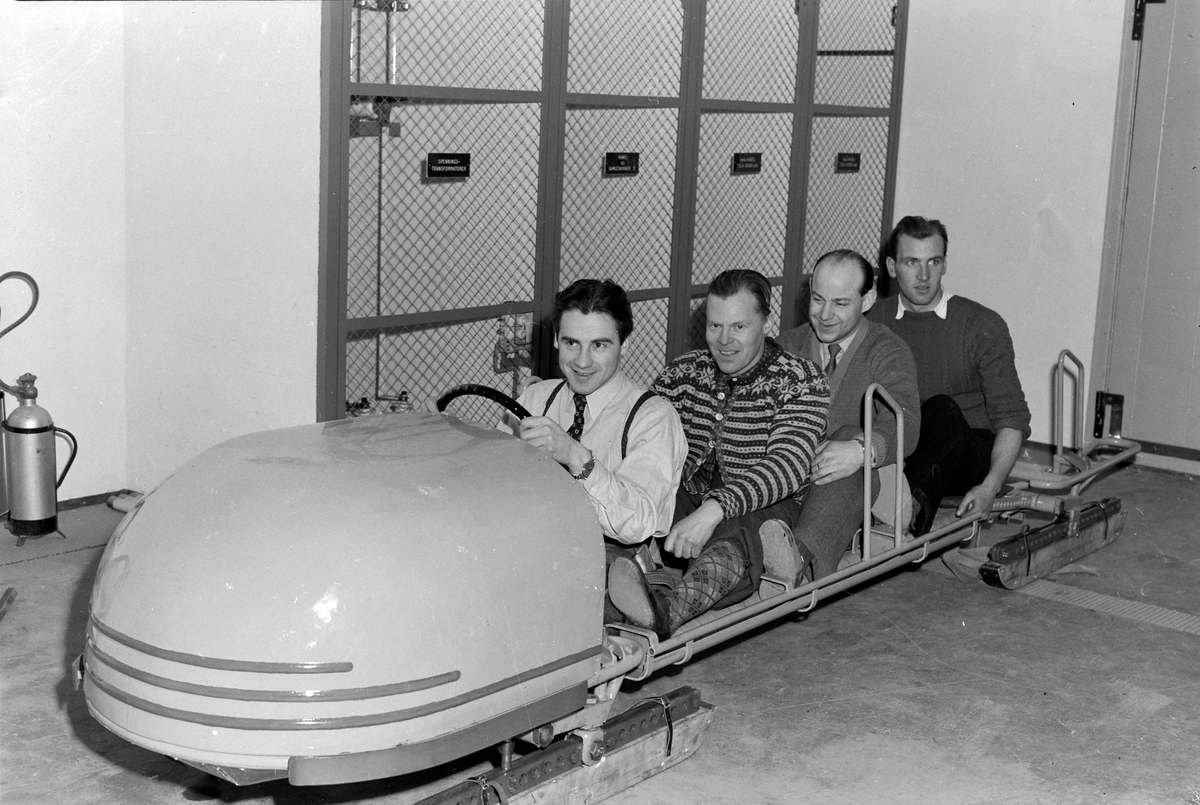
La squadra di bob di Trondheim all'NTH nel gennaio 1952.

Insolitamente per gli sport invernali, il bob non è mai stato popolare in Norvegia: pur avendo partecipato a tutte le edizioni dei Giochi olimpici invernali e pur essendo al primo posto del medagliere olimpico, il paese non selezionò mai alcuna squadra di bob fino alle Olimpiadi invernali di Sankt Moritz 1948 né esistevano piste di bob in Norvegia fino alle Olimpiadi invernali di Oslo 1952: ritenuta la costruzione eccessivamente costosa, il comitato organizzatore decise di costruire una pista temporanea vicino alla pista di slittino Korketrekkeren, senza curve permanenti in cemento e pietra; in seguito, ogni anno venne costruita una nuova pista naturale utilizzando la neve, con gli sbalzi costruiti a mano, i binari livellati e la struttura spruzzata di ghiaccio finché non diventasse dura.
Solo dopo l'assegnazione dei Giochi ad Oslo, il comitato olimpico norvegese decise di costituire due squadre di bob: inizialmente furono contattati i piloti motociclisti Basse Hveem e Werner Lorentzen (poi giuducati fisicamente inadatti, essendo Hveem troppo basso e pesante solo 55 kg). In seguito furono coinvolti gli slittinisti dell'Akeforeningen di Oslo e del Trøndelag. Dal momento che nessuno di loro aveva mai visto un bob o una pista da bob, furono inviati in Svizzera per imparare la disciplina. La notizia fu duramente criticata in patria, ritenendo che la Norvegia avesse sprecato soldi mandando dilettanti ad imparare questo sport a scapito dei bravi atleti norvegesi in altre discipline invernali:
Ai Giochi invernali di Sankt Moritz 1948 il quartetto norvegese si presentò con bob autocostruiti in casa da Alf Lange, utilizando un vecchio paraurti d'auto per la parte anteriore e con il carrello dei pattini un po' allentato, in modo che i carrelli anteriore e posteriore potessero muoversi l'uno rispetto all'altro, mentre gli altri bob erano più rigidi. Pur con poca esperienza, i norvegesi capirono che una buona spinta iniziale era fondamentale per ottenere un buon risultato con il bob, cosicché decisero di indossare calzini di lana sopra agli stivali per migliorare l'attrito con il ghiaccio. Inizialmente derisi per l'attrezzatura artigianale e lo strano abbigliamento, fecero registrare a sorpresa il terzo miglior tempo nelle prime due manche e il miglior tempo nella terza discesa, mentre nell'ultima persero diversi secondi a causa di una fitta nevicata che ricoprì la pista con 5 cm di neve, facendo precipitare in quinta posizione la Norvegia, a un secondo dal podio.
Ritornata la squadra in Norvegia, fu subito pianificata la costruzione di una pista di bob e slittino a Oslo, che fu pronta ben prima che si svolgessero le Olimpiadi invernali del 1952. Tuttavia, solo due degli otto partecipanti di Santk Moritz rimasero nelle squadre norvegesi (Arne Holst e Gunnar Thoresen), che non riuscirono più a replicare il precedente risultato olimpico: i due equipaggi di bob a quattro giunsero 12° e 13° su 14 squadre.
Anche a Cortina d'Ampezzo 1956 la Norvegia ottenne risultati deludenti, dopodiché tale sport rimase in disuso nel paese fino alla metà degli anni 1980. In occasione delle Olimpiadi organizzate in casa a Lillehammer 1994 fu costruita una pista moderna per bob e slittino a Hunderfossen, ma paradossalmente la Norvegia non riuscì a qualificare alcuna squadra. La stessa pista ospitò i Campionati mondiali juniores di bob 1995 (in cui la Norvegia riuscì a vicere ben due medaglie) e annualmente una tappa della Coppa del Mondo di bob.
Successivamente, le squadre norvegesi hanno partecipato alle Olimpiadi di Nagano 1998 e Salt Lake City 2002, dove il quartetto fu squalificato poiché i dirigenti norvegesi si attardarono troppo a presentare il veicolo ai giudici per l'ispezione tecnica prima della quarta manche.
In campo giovanile, la Norvegia ha poi ospitato nel 2016 i II Giochi olimpici giovanili invernali, conquistando una storica medaglia di bronzo nel monobob maschile con Kristian Olsen. Olle Olimpiadi invernali giovanili di Losanna 2020 il monobob femminile di Emma Brumoen è giunto 10°.

## Partecipazione ai giochi olimpici invernali

### Bob a quattro maschile
| anno | città             | classifica | composizione |
| ---- | ----------------- | ---------- | --- |
| 1948 | Sankt Moritz      | 5° 10°     | Arne Holst, Ivar Johansen, Reidar Berg, Alf Large Bjarne Schrøen, Gunnar Thoresen, Arnold Dyrdahl, Benn Johan Valsø            |
| 1952 | Oslo              | 12° 13°    | Arne Holst, Trygve Brudevold, James Curt-Hayden, Kåre Christiansen Reidar Alveberg, Anders Hveem, Arne Røgden, Gunnar Thoresen |
| 1956 | Cortina d'Ampezzo | 11°        | Arne Røgden, Arnold Dyrdahl, Odd Solli, Trygve Brudevold                                                                       |
| 1998 | Nagano            | 17°        | Arnfinn Kristiansen, Jørn Stian Dahl, Peter Kildal, Dagfinn Aarskog                                                            |
| 2002 | Salt Lake City    | DQ         | Arnfinn Kristiansen, Ole Christian Strømberg, Bjarne Røyland, Mariusz Musial                                                   |

### Bob a due maschile
| anno | città             | classifica | composizione                                                   |
| ---- | ----------------- | ---------- | -------------------------------------------------------------- |
| 1948 | Sankt Moritz      | 7° 13°     | Arne Holst, Ivar Johansen Bjarne Schrøen, Gunnar Thoresen      |
| 1952 | Oslo              | 13° 14°    | Arne Holst, Kåre Christiansen Erik Tandberg, James Curt-Hayden |
| 1956 | Cortina d'Ampezzo | 20° DNF    | Arne Røgden, Strano Solli Reidar Alveberg, Arnold Dyrdahl      |
| 1992 | Albertville       | 27°        | Erik Gogstad, Atle Norstad                                     |
| 2002 | Salt Lake City    | 20°        | Arnfinn Kristiansen, Bjarne Røyland                            |